# Sekstanten
Sekstanten (Sextans) er et stjernebillede.